# Cro sacro (etiketa)
Cro sacro je glazbena izdavačka kuća koju su pokrenuli Hrvatski katolički radio u suradnji s Croatia Recordsom radi objavljivanja i predstavljanja kvalitetnih izdanja hrvatske duhovne glazbe.